# Busters millioner
Busters millioner (engelska: Seven Chances) är en stumfilmskomedi från 1925 i regi av Buster Keaton. Filmen är baserad på Roi Cooper Megrues pjäs Seven Chances från 1916. I huvudrollerna ses Keaton, T. Roy Barnes, Snitz Edwards och Ruth Dwyer. Jean Arthur ses också i en tidig roll. Filmens öppningsscener filmades i en tidig version av Technicolor och denna sällsynta sekvens färgfilm finns med på Kino Internationals specialutgåva av filmen på DVD.

## Rollista
- Buster Keaton – Jimmy Shannon
- T. Roy Barnes – Hans partner [Billy Meekin]
- Snitz Edwards – Hans advokat
- Ruth Dwyer – Hans käresta [Mary Jones]
- Frances Raymond – Hans mor
- Erwin Connelly – prästen
- Jules Cowles – inhyrd arbetare
- Jean Arthur – receptionisten på klubbhuset (ej krediterad)

## Andra adaptioner
Berättelsen har omarbetats flera gånger, bland annat av The Three Stooges i de två filmerna Brideless Groom (1947) och Husbands Beware (1956) samt i filmen The Bachelor (1999) med Chris O'Donnell och Renée Zellweger.